# Kaiser-Wilhelm-Turm (Bad Schmiedeberg)
Der Kaiser-Wilhelm-Turm ist ein zu Ehren des deutschen Kaisers Wilhelm I. bei Bad Schmiedeberg (Sachsen-Anhalt) errichteter Aussichtsturm von 30 m Höhe.

## Lage und Beschreibung
Der Kaiser-Wilhelm-Turm befindet sich etwa 3,5 km südwestlich der Stadt Bad Schmiedeberg auf einer bewaldeten Anhöhe in dem zur Dübener Heide zählenden Stadtwald. Die Anhöhe liegt etwa 80 m höher als die Stadt. Für sie hat sich der Name Schöne Aussicht eingebürgert. Von der Landesstraße L 128 ist der Turm über eine etwa 350 m lange Stichstraße zu erreichen. Von Norden führt eine Naturtreppe zum Turm.
Der Kaiser-Wilhelm-Turm ist bis in 19,5 m Höhe ein gestufter quadratischer Ziegelbau mit Natursteinimitationen im Erdgeschoss, der ersten Etage und an den Kanten sowie vier angedeuteten Balkonen. Am Ende dieses Baukörpers befindet sich eine Aussichtsterrasse mit einer umlaufenden überkragenden Brüstung. Der weitere Aufbau ist achteckig, 7,6 m hoch und mit einem Gesims abgeschlossen. Der letzte, zwei Meter hohe Teil ist zunächst die Fortsetzung des achteckigen Schaftes, bekrönt mit einer überstehenden Kuppelhaube. Dieser gesamte obere Teil ist mit 18 m² Kupferblech belegt. Zusammen mit der Wetterfahne mit der Bezeichnung 1910 erreicht der Turm eine Gesamthöhe von etwa 30 m.
Am Fuße des Turmes, ihn zum Teil umschließend, zum Teil auch nutzend, ist eine Gaststätte angebaut. Sie ist im Erdgeschoß dem Stil des Turmes angepasst, während sie im Obergeschoss Fachwerk zeigt.

## Geschichte

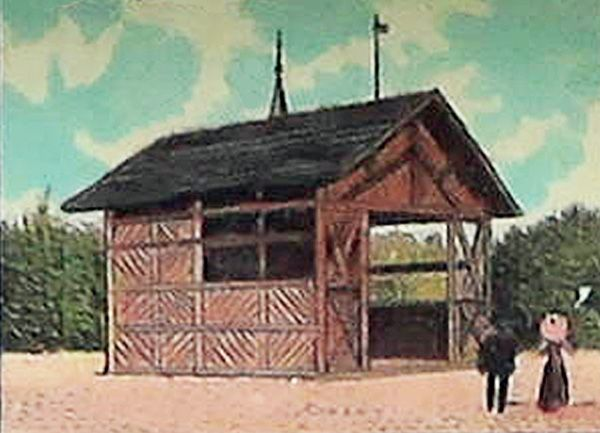
Das Borkenhäuschen, späterer Turm-Standort

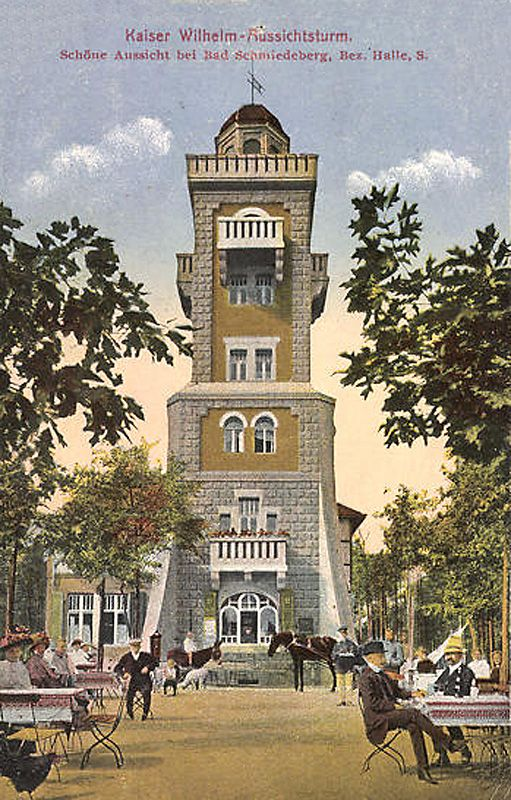
Der Turm um 1920

Am 10. Juni 1897 wurde dem Magistrat der Stadt Bad Schmiedeberg der Antrag für den Bau eines Kaiser-Wilhelm-Turms vorgelegt. Der Antrag umfasste auch den Bau einer Gaststätte. Als Bauland war der Standort des „Borkenhäuschens“ auf der damals kahlen Bergkuppe vorgesehen. Dieses diente bislang als Wetterschutzhütte für Wanderer.
Die Realisierung des Baus musste aber zurückstehen, da die Stadt zunächst Infrastruktur (Wasserturm) und Kurbetrieb (Kurhaus) präferierte. Nach Fertigstellung des Kurhauses 1908 begann der Bau des Turmes. Der Transport des Baumaterials erfolgte mit Esel- oder Pferdewagen. Das Wasser wurde für viele Jahre auf demselben Weg zum Turm gebracht. Am 5. Februar 1910 erfolgte die feierliche Einweihung. Die Baukosten in Höhe von knapp 19.500 Mark wurden zum großen Teil durch Spenden aufgebracht. Wie alte Ansichtskarten zeigen, waren Eselreiten und Kutschfahrten zum Turm beliebt.
In den Jahren der DDR blieb die Anlage zunächst ein beliebtes Ausflugsziel, bis sie nach der Übernahme durch die staatliche Handelsorganisation (HO) zusehends an Niveau verlor und das Gebäude nicht mehr instand gesetzt wurde. Anfang der 1980er Jahre
wurden Turm und Gaststätte geschlossen. Im Rahmen der Initiative „Schöner unsere Städte und Gemeinden“ wurden Turm
und Gaststätte rekonstruiert und im Oktober 1985 wieder geöffnet.
Im Laufe der 90er Jahre verfiel das Gebäude wieder zusehends, bis 2006 mit Hilfe von Fördergeldern eine Rekonstruktion für
knapp 100.000 Euro durchgeführt werden konnte. Noch bis 2005 wurde die Turmspitze zur Waldbrandüberwachung genutzt. 2019 konnte eine weitere Rekonstruktion abgeschlossen werden, bei der neben der Brandschutztechnischen Ertüchtigung die Dacheindeckung und die Dachentwässerung sowie Elektroinstallationen, Sanitärobjekte und anderes mehr erneuert wurden.

## Ausblick

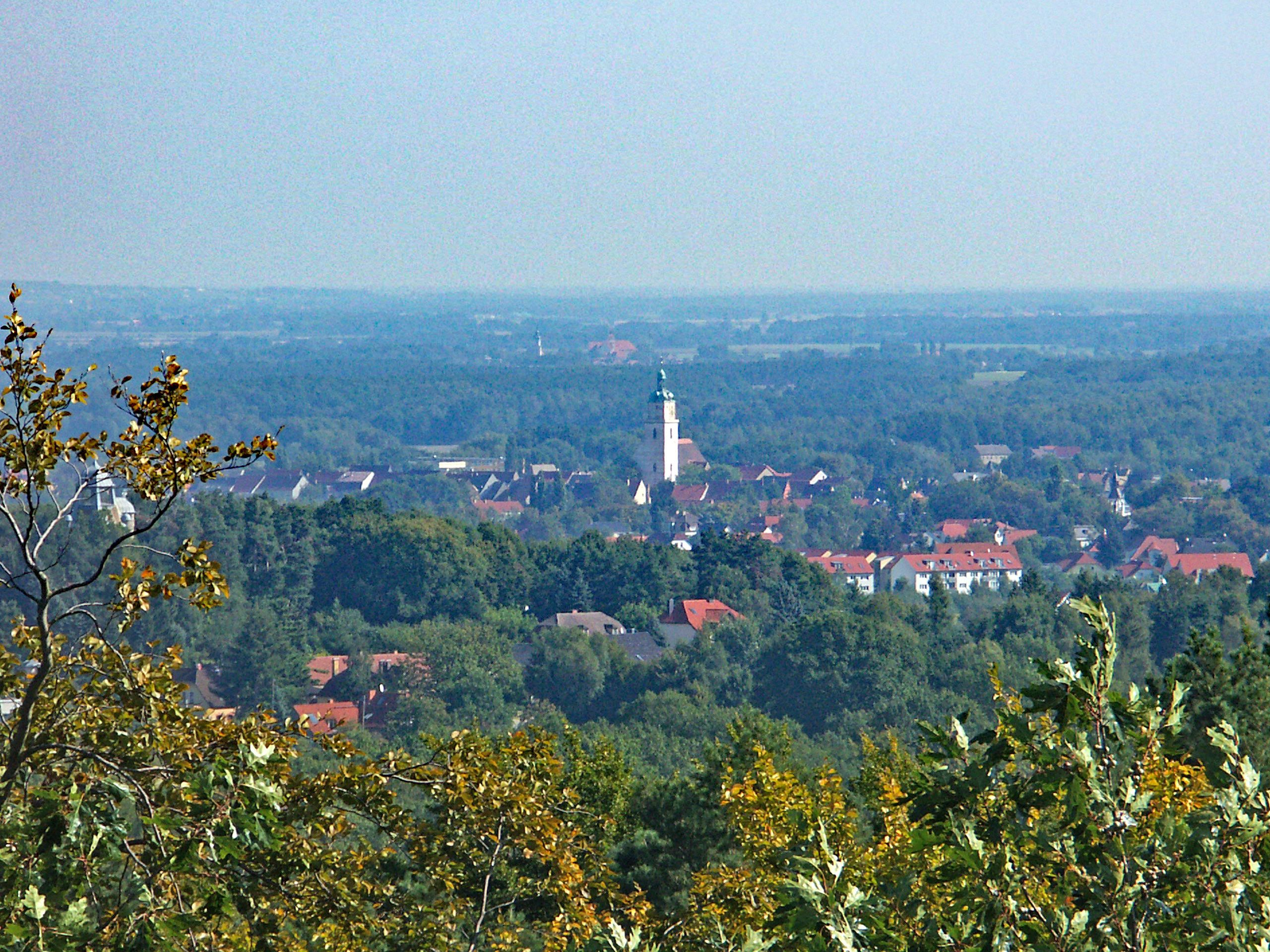
Blick auf Bad Schmiedeberg

Von der Aussichtsterrasse bietet sich ein Blick ins Elbtal und auf den nahegelegenen Kurort Bad Schmiedeberg. Bei guter Fernsicht sind weiterhin zu sehen:
- Im Norden: Die Schloss- und Stadtkirche der Lutherstadt Wittenberg sowie der Gallunberg im südlichen Fläming und der Jessener Himmelsberg.
- Im Südosten: Das Schloss Hartenfels in Torgau
- Im Südwesten: Das Völkerschlachtdenkmal und das City-Hochhaus in Leipzig.
- Im Westen: Der Petersberg bei Halle sowie das Wasserschloss im Bad Schmiedeberger Ortsteil Reinharz